# Adolfo Machado
Adolfo Abdiel Machado (* 14. Februar 1985 in Panama-Stadt) ist ein panamaischer Fußballspieler. Der Abwehrspieler ist panamaischer Nationalspieler.

## Karriere

### Verein
Er begann seine Karriere 2004 beim Alianza FC. 2009 ging er nach Guatemala zu Deportivo Marquense. Von 2010 bis 2011 spielte er in Honduras für den CD Marathón. Danach kehrte er zurück nach Guatemala zum CSD Comunicaciones, mit dem er die nationale Meisterschaft die Apertura 2011 gewann. Allerdings wurde er am Ende der Saison wie auch seine beiden Mitspieler Marvin Ceballos und Fredy Thompson bei einer Dopingkontrolle positiv auf Boldenon getestet und für zwei Jahre gesperrt. Nach seiner Sperre wechselte Machado zum CD Saprissa, mit dem er die Costa-ricanischen Meisterschaften Verano 2014, Invierno 2014 und Invierno 2015 gewann. In der CONCACAF Champions League 2014/15 erreichte er mit Saprissa das Viertelfinale, in dem man gegen den späteren Turniersieger Club América unterlag. Im Mai 2015 wurde Machado als bester ausländischer Spieler 2014/15 in Costa Rica ausgezeichnet.

### Nationalmannschaft
Machado wurde 2008 erstmals in die panamaische Nationalmannschaft berufen, mit der er den UNCAF Nations Cup 2009 gewann. Beim CONCACAF Gold Cup 2011 erreichte Panama das Halbfinale und beim CONCACAF Gold Cup 2015 wurde Panama Dritter.